# Saraí Álvarez
Saraí Álvarez Figueroa (Mayagüez, 3 aprile 1986) è una pallavolista portoricana, opposto delle Pinkin de Corozal.

## Carriera

### Club
La carriera di Saraí Álvarez inizia nel campionato 1999, quando appena tredicenne fa il suo esordio nella Liga de Voleibol Superior Femenino con le Volleygirls de Guayanilla. Nella stagione 2002 passa alle Leonas de Ponce, dove gioca fino alla fine dell'annata 2006, dopo la quale approda per un quadriennio alle Indias de Mayagüez, facendo anche una breve esperienza in Spagna al Benidorm, per la fase della Superliga Femenina de Voleibol 2006-07.
Nella stagione 2010-11 viene ingaggiata per la prima volta all'estero, dalle azere del Baku; dopo l'eliminazione del suo club dalla corsa scudetto in Superliqa, torna alle Indias de Mayagüez per la fase finale della stagione 2011. Nella stagione successiva viene ingaggiata dalle campionesse in carica del Criollas de Caguas, dove gioca fino a metà della stagione seguente, quando fa ritorno alle Indias de Mayagüez, con le quali vince il suo primo scudetto.
Dopo aver saltato il campionato 2016 per maternità, rientra in campo nel campionato seguente, sempre con le Indias de Mayagüez, venendo premiata come miglior ritorno e diventando nel corso dell'annata la miglior marcatrice della storia della Liga de Voleibol Superior Femenino. Dopo la cancellazione del torneo nel 2018, torna in campo per un biennio sempre con la franchigia di Mayagüez, dopo il quale resta a lungo inattività. 
Rientra in campo per disputare la Liga de Voleibol Superior Femenino 2024 con le Pinkin de Corozal, venendo premiata come miglior ritorno.

### Nazionale
Nel 2002 esordisce in nazionale, ma i primi risultati di rilievo arrivano solo qualche anno dopo: nel 2009 vince la medaglia di bronzo alla Coppa panamericana ed è finalista al campionato nordamericano, mentre nel 2010 vince la medaglia d'argento ai XXI Giochi centramericani e caraibici, bissata nel 2014, quando viene anche premiata come miglior opposto del torneo.

## Palmarès

### Club
- Campionato portoricano: 1

2013

### Nazionale (competizioni minori)
- Coppa panamericana 2009
- Giochi centramericani e caraibici 2010
- Giochi centramericani e caraibici 2014

### Premi individuali
- 2003 - Liga de Voleibol Superior Femenino: More progress player
- 2009 - Qualificazioni nordamericane al campionato mondiale 2010: MVP
- 2009 - Qualificazioni nordamericane al campionato mondiale 2010: Miglior realizzatrice
- 2010 - Coppa panamericana: Miglior attaccante
- 2014 - XXII Giochi centramericani e caraibici: Miglior opposto
- 2017 - Liga de Voleibol Superior Femenino: Miglior ritorno
- 2024 - Liga de Voleibol Superior Femenino: Miglior ritorno